# بخش پلیزنت (شهرستان پوتنام، اوهایو)
بخش پلیزنت (به انگلیسی: Pleasant Township) یک منطقهٔ مسکونی در ایالات متحده آمریکا است که در شهرستان پاتنم، اوهایو واقع شده‌است.
 بخش پلیزنت ۹۴٫۵ کیلومتر مربع مساحت و ۳٬۹۵۵ نفر جمعیت دارد و ۲۳۱ متر بالاتر از سطح دریا واقع شده‌است.